# Dotik tai chija
Dotik tai chija (kitajsko: 推手; pinjin: tuī shǒu) je tajvansko-ameriški dramski film iz leta 1991, ki ga je režiral Ang Lee in zanj napisal scenarij skupaj z Jamesom Schamusom. To je zanj režiserski prvenec. V glavnih vlogah nastopajo Sihung Lung, Lau Wang, Bo Z. Wang, Deb Snyder in Haan Lee. Zgodba govori o starejšem učitelju tai chija Chuju, ki se iz Pekinga preseli k sinovi družini v ZDA. 
Film je bil premierno prikazan 7. decembra 1991 v Tajvanu, po uspehu Leejevih sledečih dveh filmov pa je bil nekaj let kasneje predvajan tudi v ZDA. Skupaj z Leejevima sledečima filmoma Poročno slavje (1993) in Jedača, pijača, moški, ženska (1994) velja za trilogijo očetovstva, ki prikazuje napetost med različnimi generacijami Konfucijeve družine, med vzhodom in zahodom ter med tradicijo in sodobnostjo.

## Vloge
- Bo Z. Wang (C: 王伯昭, P: Wáng Bózhāo) kot Alex Chu (T: 朱曉生, S: 朱晓生, P: Zhū Xiǎoshēng)
- Sihung Lung kot g. Chu (C: 朱老, P: Zhū-lǎo)
- Deb Snyder kot Martha Chu (T: 瑪莎, S: 玛莎, P: Mǎshā)
- Haan Lee (C: 李 涵, P: Lǐ Hán) kot Jeremy Chu (C: 吉米, P: Jímǐ)
- Fanny De Luz kot Linda (T: 琳達, C: 琳达, P: Líndá)
- Wang Lai (T: 王 萊, S: 王 莱, P: Wáng Lái) kot ga. Chen (T: 陳太太, S: 陈太太, P: Chén-tàitai)